# Wereldkampioenschap wegrace 1958
Het wereldkampioenschap wegrace seizoen 1958 was het tiende in de geschiedenis van het door de FIM georganiseerde wereldkampioenschap wegrace.

## Algemeen
In de winter van 1957-1958 begon het bij de motorpers en de raceliefhebbers pas goed door te dringen wat een wereldkampioenschap wegrace zonder de belangrijkste Italiaanse merken zou betekenen. Er lagen nu natuurlijk veel meer kansen voor de privérijders, maar ook voor teams die het tot dusver niet tot de hoogste klasseringen hadden geschopt. De MV Agusta's bleven in alle soloklassen actief, maar ook de 125cc-MZ-tweetakten en Ducati viertakten zouden nu kansen krijgen. In de 250cc-klasse lag de weg open voor de NSU Sportmax, maar die kreeg concurrentie van de MZ RE 250. In de 500cc-klasse kwam er een tweede jeugd voor de Norton Manx en Jack Williams boorde voor AMC het blok van de 350cc-AJS Boy Racer op tot 500 cc en maakte er de Matchless G50 van. Uiteindelijk eindigde MV Agusta het wereldkampioenschap met liefst acht wereldtitels: het won alle soloklassen en de bijbehorende constructeurstitels. Voor de zijspanklasse maakte de Italiaanse uittocht geen verschil, daar heersten privérijders met BMW's en dat zou voorlopig zo blijven. 

### FIM
Toch was de FIM terecht bang dat het wereldkampioenschap wegrace aan belang zou inboeten. Ze begreep dat de spanning gemaakt moest worden door de privérijders en dat die het enorm moeilijk zouden krijgen tegen de fabrieks-MV's. Daarom verbood ze het gebruik van de volle stroomlijnkuipen. Het voorwiel moest helemaal zichtbaar blijven. Dat betekende in elk geval dat de topsnelheidsverschillen kleiner zouden worden. De meeste teams pasten daarom dolfijnkuipen toe. In 1958 werd de Grand Prix van Zweden aan de WK-kalender toegevoegd waardoor het totaal weer op zeven kwam.

## Merken/teams
- Ducati: Ducati zette in de 125cc-klasse de aanval op MV Agusta in met de door Fabio Taglioni ontwikkelde 125 Trialbero met drie nokkenassen en desmodromische klepbediening.
- MV Agusta: Zonder de tegenstand van Moto Guzzi, Mondial en vooral Gilera had MV Agusta het rijk feitelijk alleen. De ontwikkeling van de MV Agusta 500 4C werd feitelijk gestopt omdat er voor concurrentie van Norton en Matchless niets te vrezen viel. Ook het zescilinder MV Agusta 500 6C-project werd beëindigd, hoewel John Hartle het prototype nog één keer inzette in de GP des Nations.
- MZ: Vanuit het Oostblok zette men in 1958 meer in op de Oost-Duitse MZ, die vooral in de 250cc-klasse verrassend sterk was. Horst Fügner reed de MZ RE 250 naar de tweede plaats in het wereldkampioenschap.

## Coureurs

### Debutanten
- Bob Anderson debuteerde in het wereldkampioenschap wegrace.
- Arsenius Butscher debuteerde in het wereldkampioenschap wegrace.
- Jack Findlay debuteerde in het wereldkampioenschap wegrace.
- Tijdens de Isle of Man TT verscheen de jonge coureur Mike Hailwood in alle klassen aan de start. Hij deed dat met verschillende merken, gesponsord door zijn vader Stan. Op de korte Clypse Course werd hij met zijn NSU meteen derde na een flink gevecht met zijn teamgenoot Bob Brown. In de Ultra-Lightweight TT werd hij met een Paton zevende. Op de lange Mountain Course werd hij twaalfde in de Junior TT en dertiende in de Senior TT met een Norton Manx. Hailwood bleek een rijder om rekening mee te houden: hij werd in zijn debuutjaar als privérijder al vierde in de 250cc-klasse en zesde in de 350cc-klasse.
- Gary Hocking debuteerde in het wereldkampioenschap wegrace.
- Tom Phillis debuteerde in het wereldkampioenschap wegrace.
- Jim Redman debuteerde in het wereldkampioenschap wegrace.

### Transfers
- Dickie Dale trad in dienst van BMW.
- Geoff Duke trad in dienst van BMW, maar schakelde halverwege het seizoen weer over op Norton.
- John Hartle trad in dienst van MV Agusta.
- Tarquinio Provini trad in dienst van MV Agusta.

### Gestopt
František Bartoš, Keith Bryen, Giuseppe Colnago, Helmut Hallmeier, Fortunato Libanori, Enrico Lorenzetti, Cecil Sandford en Walter Zeller hadden hun carrière beëindigd.

### Overleden
- Keith Campbell, 350cc-wereldkampioen in 1957, verongelukte op 13 juli in Cahours (bij Toulouse). Hij had daar de 350cc-klasse gewonnen maar viel in de 500cc-hard in de eerste bocht. Hij werd postuum negende in de 500cc-klasse en zevende in de 350 cc.
- John Clark verongelukte op 22 juni in Moulins (Frankrijk) toen tijdens de 500cc-race zijn versnellingsbak vastsloeg.
- John Antram verongelukte op 28 mei tijdens de trainingen voor de Isle of Man TT bij Cruickshanks Corner.
- Rhodesiër Desmond Woolf verongelukte op 6 juni tijdens de Senior TT bij Barregarrow.
- Alano Montanari overleed op 17 augustus 1958.
- Op 24 augustus kwamen Jacques Drion en Inge Stoll om tijdens de zijspanrace van de GP van Tsjecho-Slowakije. Stoll was toen net getrouwd met bakkenist en wereldkampioen Manfred Grunwald, maar reed nog als bakkeniste met Jacques Drion. Ze verloren in de laatste ronde de macht over hun motorfiets waarbij zij een hek raakten en enkele keren over de kop vlogen. Stoll overleed ter plaatse en Drion werd afgevoerd naar het ziekenhuis waar hij later die dag overleed.

|         | 1e | 2e | 3e | 4e | 5e | 6e |
| ------- | -- | -- | -- | -- | -- | -- |
| Punten: | 8  | 6  | 4  | 3  | 2  | 1  |

|               | 125 cc | 250 cc | 350 cc | 500 cc | Zijspan |
| ------------- | ------ | ------ | ------ | ------ | ------- |
| Aantal races: | 7      | 6      | 7      | 7      | 4       |
| Tellend:      | 4      | 4      | 4      | 4      | 3       |

## Races
Isle of Man TT, Snaefell Mountain Course/Clypse Course
De TT van 1958 werd overschaduwd door de dodelijke ongevallen van de Nieuw-Zeelander John Antram tijdens de eerste training en de Rhodesiër Desmond Woolf tijdens de Senior TT. De meest opmerkelijke debutant was Mike Hailwood, maar ook Jim Redman, Tom Phillis en Bob Anderson verschenen voor het eerst in het wereldkampioenschap wegrace. Door het wegvallen van de Italiaanse concurrenten Gilera, Mondial en Moto Guzzi gingen de overwinningen in de soloklassen allemaal naar MV Agusta. 
GP van België
In België won John Surtees voor de derde keer op rij zowel de 350cc- als de 500cc-race. Met het verdwijnen van de Gilera 500 4C en de Gilera 350 4C leken de MV Agusta's niet te kloppen, maar in de 500cc-klasse moest John Hartle toch de Norton 40M van Keith Campbell voor laten. Campbell stond eerder ook op het podium van de 350cc-klasse. Alberto Gandossi was met de Ducati 125 Trialbero de verrassende winnaar van de 125cc-race, en zijn teamgenoot Romolo Ferri werd tweede. WK-leider Carlo Ubbiali (MV Agusta 125 Bialbero) werd slechts vijfde. In de zijspanrace wonnen Walter Schneider/Hans Strauß voor Florian Camathias/Hilmar Cecco met minimaal verschil (1,6 seconde). Schneider/Strauß namen daardoor de leiding in de WK-stand over. 
GP van Duitsland, Nürburgring
Voor het eerst werd op de Nordschleife een Grand Prix in het kader van het wereldkampioenschap georganiseerd. Ondanks de regen waren er 80.000 toeschouwers, die getuige waren van het debuut van Jack Findlay. Ze zagen John Surtees twee klassen winnen en ook twee wereldtitels binnenhalen.
GP van Zweden, Hedemora
Hoewel de Zweedse Grand Prix voor het eerst als WK-race verreden werd, was het stratencircuit van Hedemora voor veel coureurs niet onbekend. Het was al sinds 1950 het toneel van de Zweedse Grand Prix, waar coureurs als Gianni Degli Antoni, Geoff Duke, John Hartle, Ken Kavanagh en Tarquinio Provini al overwinningen hadden geboekt. Het was wel de laatste keer dat de Grand Prix hier verreden werd. Vanaf het seizoen 1959 werd ze verplaatst naar de Råbelövsbanan in Kristianstad. Omdat de 350cc- en de 500cc-wereldtitels al binnen waren, ontbrak MV Agusta in de zwaarste klassen. Dat stelde Geoff Duke in staat met zijn in de fabriek geprepareerde Norton Manx' twee klassen te winnen. Het zouden de laatste overwinningen van Geoff Duke in WK-races worden. 
Ulster Grand Prix, Dundrod
De Ulster Grand Prix van 1958 werd op een regenachtige dag verreden. John Surtees was al wereldkampioen in de 350- en de 500cc-klasse. 
Nations GP, Monza
MV Agusta was in het bezit van alle wereldtitels in de soloklassen en pakte flink uit in haar thuis-Grand Prix. Behalve John Surtees en John Hartle mochten in de 500cc-race ook de Italiaanse vedetten Carlo Bandirola, Umberto Masetti en Remo Venturi,  die in het Italiaans kampioenschap hadden gereden, in het WK aantreden. In de lichte klassen kreeg MV echter de deksel op de neus: in de 250cc-klasse overheerste Moto Morini en in de 125cc-klasse Ducati. 

## 500cc-klasse
Na het vertrek van de Italiaanse concurrenten zag BMW haar kans schoon. Niet alleen was de concurrentie verdwenen, er kwamen ook veel goede coureurs vrij. BMW contracteerde Geoff Duke en stelde hem een semi-fabrieksracer ter beschikking. Het werd geen succes: Duke viel met de machine uit in de Senior TT, de Dutch TT en de Grand Prix van Duitsland. In de GP van België werd hij vierde. Duke zette de BMW aan de kant en stapte over op Norton. Met de Norton Manx won hij meteen de GP van Zweden (waar de MV's niet reden). Hij werd vijfde in de Ulster Grand Prix en zevende in Monza. Uiteindelijk werd hij derde in het wereldkampioenschap. Dickie Dale was ook overgestapt op BMW en eindigde als vierde. De MV Agusta rijders John Surtees en John Hartle hadden zoals verwacht geen moeite om de eerste twee plaatsen op te eisen. Surtees won alle wedstrijden waar hij aan deelnam. De Grand Prix van Zweden was daar niet bij. Voor de GP des Nations, die al jaren op Monza werd verreden en dus de thuiswedstrijd van MV Agusta was, kregen ook Remo Venturi, Umberto Masetti, Carlo Bandirola en Giuseppe Cantoni een 500cc-MV ter beschikking. Dat werd een waar stukje machtsvertoon met MV's op de plaatsen 1, 2, 3, 5 en 8. Een opmerkelijk debuut was er voor de Nieuw-Zeelander Gary Hocking. Hij werd met zijn Norton Manx zesde in de TT van Assen, derde in de GP van Duitsland en vierde in Zweden. Dit waren zijn enige wedstrijden en hij werd zesde in de totaalstand.
Isle of Man TT, Snaefell Mountain Course
John Surtees kon in de Senior TT alleen bedreigd worden door zijn teamgenoot John Hartle, maar die viel uit. Nu won Surtees met ruim vijf minuten voorsprong op de Norton-rijders Bob Anderson en Bob Brown. Voor Anderson was dat een prima prestatie, want hij debuteerde in het wereldkampioenschap en reed voor het eerst op de Mountain Course. Desmond Woolf kwam bij Barregarrow ten val en overleed aan zijn verwondingen.
GP van Duitsland, Nürburgring
John Surtees won de 500cc-race met driekwart minuut voorsprong op teamgenoot John Hartle. Surtees stond nu op het maximale aantal van 32 punten. Hartle kon weliswaar nog op 40 punten komen, maar moest dan nog drie resultaten wegstrepen waardoor hij op 30 punten zou eindigen. Jack Findlay debuteerde in deze Grand Prix met een twaalfde plaats in de 500cc-race, maar hij deed dat met een 350cc-Norton M40 omdat hij geen 500cc-Norton kon betalen. 
GP van Zweden, Hedemora
In afwezigheid van wereldkampioen John Surtees en diens teamgenoot John Hartle won Geoff Duke met zijn Norton 30M de 500cc-race in Zweden, maar hij had slechts 0,4 seconde voorsprong op Dickie Dale met de BMW RS 54. Het was de laatste WK-overwinning uit Duke's carrière en hij klom zes plaatsen in de WK-stand.
Ulster Grand Prix, Dundrod
Het team van MV Agusta had de GP van Zweden overgeslagen, maar nu ze er weer waren won John Surtees zijn zesde 500cc-race van het jaar. Zijn teamgenoot John Hartle moest echter wel privérijder Bob McIntyre (Norton) voor zich dulden. McIntyre kwam pas voor de tweede keer aan de start, nadat hij in de TT van Man was uitgevallen en scoorde dus zijn eerste punten. 
Nations GP, Monza
Om ook Carlo Bandirola, Umberto Masetti en Remo Venturi van MV Agusta 500 4C-racers te voorzien hoefde MV Agusta toch slechts twee extra machines in te zetten, want John Hartle startte met de zescilinder 500 6C. Hij viel echter uit, maar John Surtees won zijn zesde Grand Prix met een grote voorsprong op teamgenoten Venturi en Masetti. Dickie Dale reed zijn BMW RS 54 naar de vierde plaats, maar had al een ronde achterstand. Hartle viel met zijn zescilinder uit. Er kwamen ook enkele Moto Guzzi's aan de start, maar omdat de fabriek zich teruggetrokken had waren dat waarschijnlijk Moto Guzzi Falcone Sport's. 

### Uitslagen 500cc-klasse

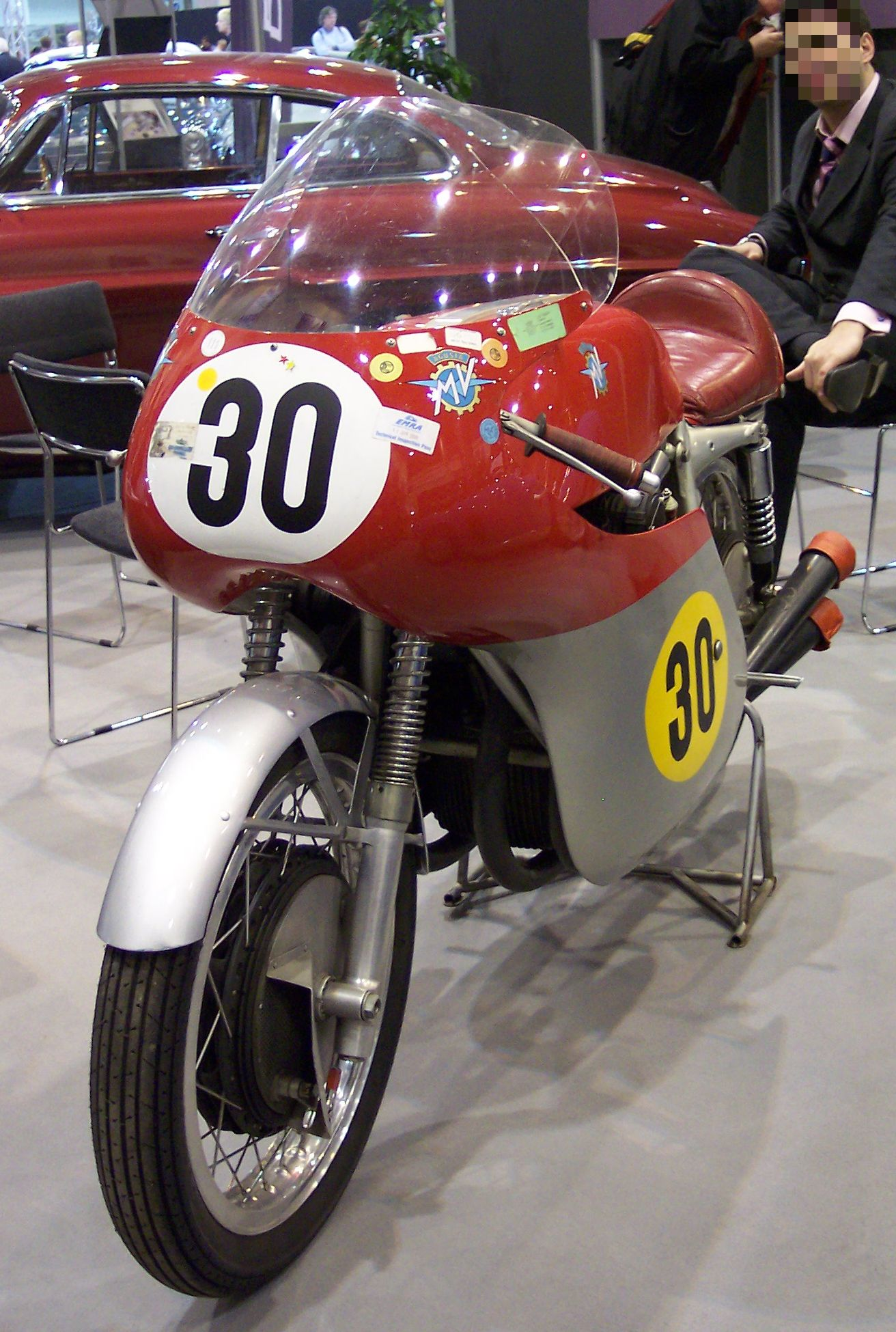
MV Agusta 500 4C uit 1958

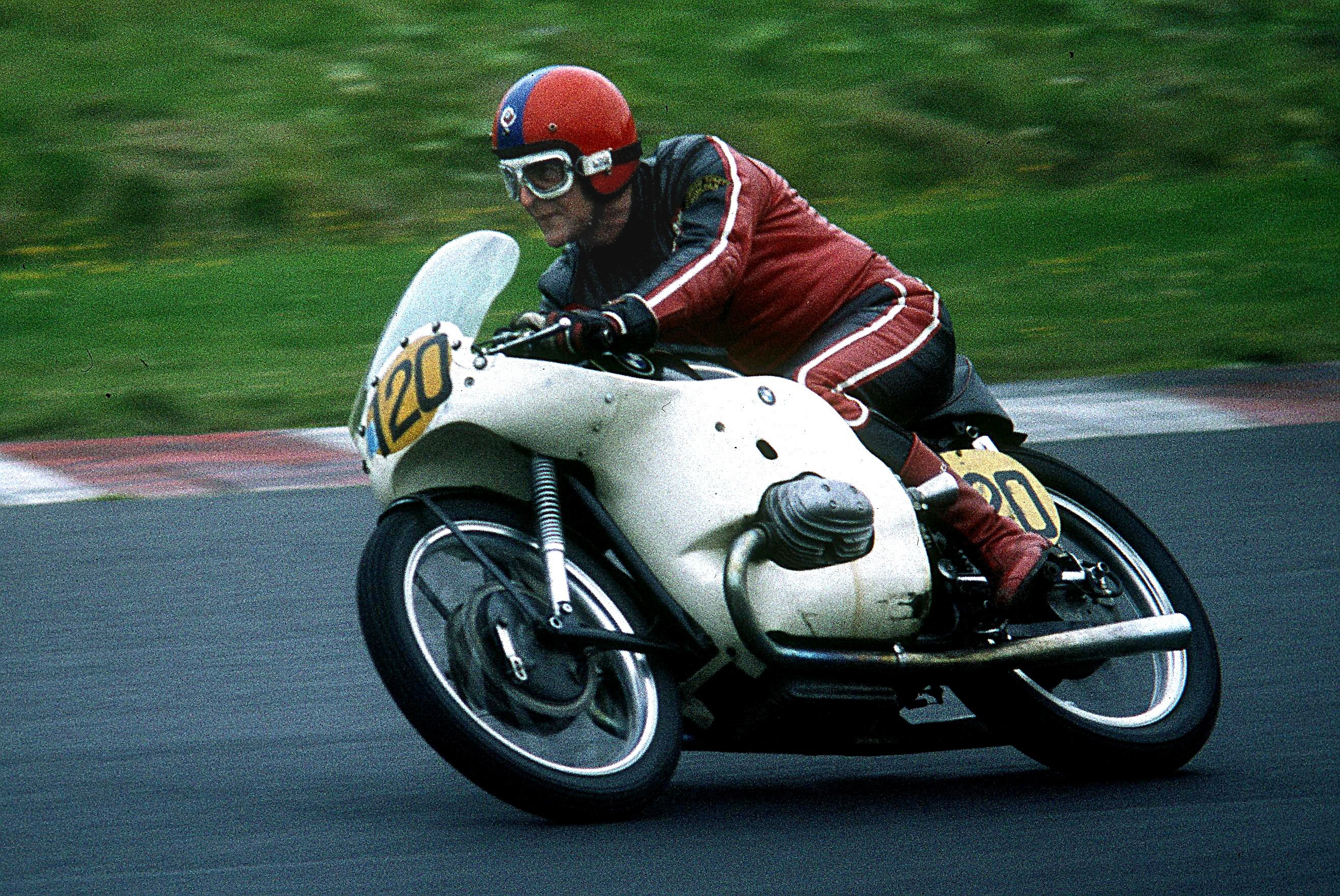
BMW 500cc-racer uit 1958

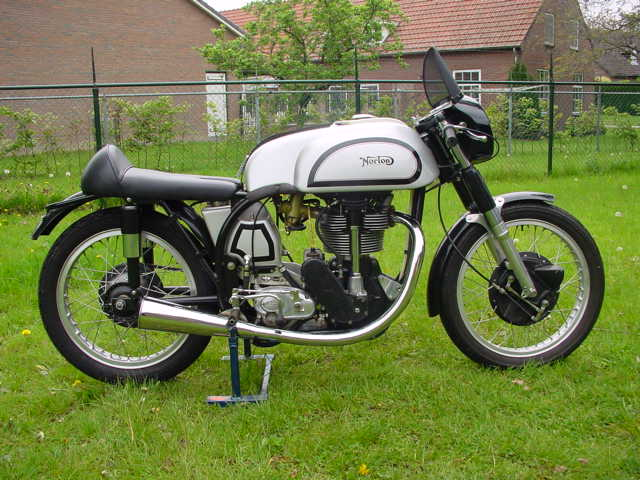
Norton Manx uit 1958

|   | Datum        | Race              | Circuit           | 1e           | 2e             | 3e              | Snelste ronde |
| - | ------------ | ----------------- | ----------------- | ------------ | -------------- | --------------- | ------------- |
| 1 | 6 juni       | Isle of Man TT    | Mountain Course   | John Surtees | Bob Anderson   | Bob Brown       | John Surtees  |
| 2 | 28 juni      | TT van Assen      | Assen             | John Surtees | John Hartle    | Derek Minter    | John Surtees  |
| 3 | 6 juli       | GP van België     | Spa-Francorchamps | John Surtees | Keith Campbell | John Hartle     | John Surtees  |
| 4 | 20 juli      | GP van Duitsland  | Nürburgring       | John Surtees | John Hartle    | Gary Hocking    | John Surtees  |
| 5 | 27 juli      | GP van Zweden     | Hedemora          | Geoff Duke   | Dickie Dale    | Terry Shepherd  | Geoff Duke    |
| 6 | 9 augustus   | Ulster Grand Prix | Dundrod           | John Surtees | Bob McIntyre   | John Hartle     | John Surtees  |
| 7 | 14 september | GP des Nations    | Monza             | John Surtees | Remo Venturi   | Umberto Masetti | John Surtees  |

### Eindstand 500cc-klasse
| Pos. | Coureur            | Merk         | Ptn.    |
| ---- | ------------------ | ------------ | ------- |
| 1    | John Surtees       | MV Agusta    | 32 (48) |
| 2    | John Hartle        | MV Agusta    | 20      |
| 3    | Geoff Duke         | BMW / Norton | 13      |
| 4    | Dickie Dale        | BMW          | 13 (16) |
| 5    | Derek Minter       | Norton       | 10      |
| 6    | Gary Hocking       | Norton       | 8       |
| 7    | Ernst Hiller       | BMW          | 8       |
| 8    | Bob Anderson       | Norton       | 7       |
| 9    | Keith Campbell (†) | Norton       | 6       |
| 9    | Bob McIntyre       | Norton       | 6       |
| 9    | Remo Venturi       | MV Agusta    | 6       |

| Pos. | Coureur         | Merk      | Ptn. |
| ---- | --------------- | --------- | ---- |
| 12   | Bob Brown       | Norton    | 6    |
| 13   | Terry Shepherd  | Norton    | 4    |
| 13   | Umberto Masetti | MV Agusta | 4    |
| 15   | Dave Chadwick   | Norton    | 3    |
| 16   | Carlo Bandirola | MV Agusta | 2    |
| 17   | John Anderson   | Norton    | 1    |

(Punten tussen haakjes zijn inclusief streepresultaten)

### Constructeurstitel 500cc-klasse
| Pos. | Constructeur | Ptn.    |
| ---- | ------------ | ------- |
| 1    | MV Agusta    | 32 (48) |
| 2    | Norton       | 22 (31) |
| 3    | BMW          | 16 (18) |

(Punten tussen haakjes zijn inclusief streepresultaten)

## 350cc-klasse
In 1958 verwachte iedereen simpele overwinning van MV Agusta met de nieuwe MV Agusta viercilinders. Toch was men ook benieuwd naar de prestaties van regerend wereldkampioen Keith Campbell, die noodgedwongen was overgestapt op een Norton Manx, net als Bob McIntyre. Campbell verongelukte echter in juli en McIntyre startte alleen in de Ulster Grand Prix, waar hij vijfde werd. MV zette slechts twee machines in het 350cc-kampioenschap in, en daarmee werden John Surtees en John Hartle gemakkelijk eerste en tweede. Luigi Taveri, specialist in de lichte klassen, probeerde het in Assen voor één keer met een 350cc-Norton Manx en eindigde op de zesde plaats.
Isle of Man TT, Snaefell Mountain Course/
John Surtees won ook de Junior TT met een grote voorsprong op Dave Chadwick en Geoff Tanner. Veel grote namen haalden de finish niet: Bob McIntyre, Dickie Dale, Geoff Duke, Jack Brett en Surtees' stalgenoot John Hartle. 
GP van Duitsland, Nürburgring
De 350cc-race startte zonder regerend wereldkampioen Keith Campbell, die een week eerder in Frankrijk verongelukt was. John Surtees won de race met een halve minuut voorsprong op teamgenoot John Hartle en had nu het maximale aantal van 32 punten. Hartle kon nog op 42 punten komen, maar na het weghalen van zijn streepresultaten zou hij dan op 30 punten eindigen.
GP van Zweden, Hedemora
Op zaterdag won Geoff Duke met zijn Norton 40M al de 350cc-race in een veld dat door de afwezigheid van MV Agusta toch al uitsluitend uit Nortons bestond. Ook tweede man Bob Anderson en derde Mike Hailwood klommen flink in de WK-stand. 
Nations GP, Monza
In de 350cc-race was de uitslag min of meer zoals verwacht: John Surtees en John Hartle op de eerste twee plaatsen. Hier kwamen geen Italiaanse MV Agusta-coureurs aan de start, waarschijnlijk omdat er van de tamelijk nieuwe MV Agusta 350 4C niet genoeg exemplaren beschikbaar waren. Dat een ster als Geoff Duke met de Norton 40M op een ronde achterstand werd gereden was tekenend voor de kracht van de MV Agusta, maar ook voor de teloorgang van de Norton-eencilinders.

### Uitslagen 350cc-klasse
|   | Datum        | Race              | Circuit           | 1e           | 2e            | 3e             | Snelste ronde               |
| - | ------------ | ----------------- | ----------------- | ------------ | ------------- | -------------- | --------------------------- |
| 1 | 6 juni       | Isle of Man TT    | Mountain Course   | John Surtees | Dave Chadwick | Geoff Tanner   | John Surtees                |
| 2 | 28 juni      | TT van Assen      | Assen             | John Surtees | John Hartle   | Keith Campbell | John Surtees                |
| 3 | 6 juli       | GP van België     | Spa-Francorchamps | John Surtees | John Hartle   | Keith Campbell | John Surtees                |
| 4 | 20 juli      | GP van Duitsland  | Nürburgring       | John Surtees | John Hartle   | Dave Chadwick  | John Surtees                |
| 5 | 26 juli      | GP van Zweden     | Hedemora          | Geoff Duke   | Bob Anderson  | Mike Hailwood  | Bob Anderson                |
| 6 | 9 augustus   | Ulster Grand Prix | Dundrod           | John Surtees | John Hartle   | Terry Shepherd | John Surtees en John Hartle |
| 7 | 14 september | GP des Nations    | Monza             | John Surtees | John Hartle   | Geoff Duke     | John Surtees                |

### Eindstand 350cc-klasse
| Pos. | Coureur            | Merk      | Ptn.    |
| ---- | ------------------ | --------- | ------- |
| 1    | John Surtees       | MV Agusta | 32 (48) |
| 2    | John Hartle        | MV Agusta | 24 (30) |
| 3    | Geoff Duke         | Norton    | 17      |
| 4    | Dave Chadwick      | Norton    | 13      |
| 5    | Bob Anderson       | Norton    | 11      |
| 6    | Mike Hailwood      | Norton    | 9       |
| 7    | Keith Campbell (†) | Norton    | 8       |
| 8    | Terry Shepherd     | Norton    | 7       |
| 8    | Derek Minter       | Norton    | 7       |
| 10   | Geoff Tanner       | Norton    | 4       |

| Pos. | Coureur       | Merk   | Ptn. |
| ---- | ------------- | ------ | ---- |
| 11   | Alan Trow     | Norton | 3    |
| 12   | George Catlin | Norton | 2    |
| 12   | Geoff Monty   | Norton | 2    |
| 12   | Bob McIntyre  | Norton | 2    |
| 15   | Alistair King | Norton | 1    |
| 15   | Luigi Taveri  | Norton | 1    |
| 15   | Dickie Dale   | Norton | 1    |
| 15   | Mike O'Rourke | Norton | 1    |
| 15   | Bob Brown     | AJS    | 1    |

(Punten tussen haakjes zijn inclusief streepresultaten)

### Constructeurstitel 350cc-klasse
| Pos. | Constructeur | Ptn.    |
| ---- | ------------ | ------- |
| 1    | MV Agusta    | 32 (48) |
| 2    | Norton       | 22 (34) |
| 3    | AJS          | 1       |

(Punten tussen haakjes zijn inclusief streepresultaten)

## 250cc-klasse
In 1958 was Tarquinio Provini van het gestopte Mondial over gekomen naar MV Agusta. Hij startte slechts in vier 250cc-wedstrijden, won ze allemaal en werd wereldkampioen. MV Agusta kreeg toch behoorlijk wat concurrentie, waardoor Carlo Ubbiali slechts derde werd achter de Oost-Duitser Horst Fügner met een MZ. Moto Morini vond het tijd worden de wereldtitel te grijpen. In de 125cc-klasse was dat nooit gelukt, maar in 1958 zette men een DOHC eencilinder in in de 250cc-klasse. Emilio Mendogni won er de GP des Nations mee, maar het reikte toch niet verder dan een zesde plaats in het kampioenschap. In 1958 verscheen Adler aan de start met een watergekoelde tweecilinder tweetakt, waarmee Dieter Falk vijfde in het kampioenschap werd.
Isle of Man TT, Clypse Course
In de 250cc-Lightweight TT was er geen concurrentie voor MV Agusta en er ontstond een spannende strijd tussen Tarquinio Provini en Carlo Ubbiali. Ubbiali leidde in de eerste ronden, maar aan het einde van de vierde ronde gingen ze zij aan zij over de streep. Daarna reed Provini weg om met ruim 8 seconden verschil te winnen. Debutant Mike Hailwood werd met zijn NSU Sportmax-productieracer derde voor de meer ervaren Bob Brown. 
GP van Duitsland, Nürburgring
Tarquinio Provini deed met zijn overwinning goede zaken, vooral omdat zijn grootste concurrent, teamgenoot Carlo Ubbiali, de finish niet haalde. Horst Fügner scoorde zijn eerste punten met de MZ RE 250. Dieter Falk werd met de Adler MB 250 RS derde.
GP van Zweden, Hedemora
Als Tarquinio Provini de 250cc-race gewonnen had, was hij al zeker geweest van de wereldtitel. Hij reed ook de snelste ronde, maar moest door schakelproblemen even de pit opzoeken. Hij reed nog verder, maar werd puntloos negende. Daardoor kon Horst Fügner de opmars van de MZ RE 250 voortzetten en hij won voor Mike Hailwood (NSU Sportmax) en Geoff Monty op zijn zelfbouw "Geoff Monty Special" GMS.
Ulster Grand Prix, Dundrod
Door zijn vierde overwinning van het seizoen werd Tarquinio Provini onbereikbaar voor de concurrentie. Tommy Robb werd tweede, maar was geen bedreiging voor Horst Fügner, die slechts vijfde werd, maar zijn tweede plaats in de WK-stand behield. Dat was een groot succes voor MZ. Robb scoorde zijn eerste punten van het seizoen het hetzelfde gold voor Dave Chadwick, die met een MV Agusta 250 Bialbero derde werd. 
Nations GP, Monza
Het feest van MV Agusta werd net als in de 125cc-race verstoord, nu door Moto Morini. Emilio Mendogni, die in het seizoen 1952 voor het laatst een Grand Prix gewonnen had, finishte zestien seconden voor zijn teamgenoot Gianpiero Zubani en - in dezelfde tijd - MV Agusta-rijder Carlo Ubbiali.

### Uitslagen 250cc-klasse
|   | Datum        | Race              | Circuit       | 1e                | 2e               | 3e            | Snelste ronde     |
| - | ------------ | ----------------- | ------------- | ----------------- | ---------------- | ------------- | ----------------- |
| 1 | 4 juni       | Isle of Man TT    | Clypse Course | Tarquinio Provini | Carlo Ubbiali    | Mike Hailwood | Tarquinio Provini |
| 2 | 28 juni      | TT van Assen      | Assen         | Tarquinio Provini | Carlo Ubbiali    | Dieter Falk   | Tarquinio Provini |
| 3 | 20 juli      | GP van Duitsland  | Nürburgring   | Tarquinio Provini | Horst Fügner     | Dieter Falk   | Tarquinio Provini |
| 4 | 27 juli      | GP van Zweden     | Hedemora      | Horst Fügner      | Mike Hailwood    | Geoff Monty   | Tarquinio Provini |
| 5 | 9 augustus   | Ulster Grand Prix | Dundrod       | Tarquinio Provini | Tommy Robb       | Dave Chadwick | Tarquinio Provini |
| 6 | 14 september | GP des Nations    | Monza         | Emilio Mendogni   | Gianpiero Zubani | Carlo Ubbiali | Gianpiero Zubani  |

### Eindstand 250cc-klasse
| Pos. | Coureur           | Merk      | Ptn. |
| ---- | ----------------- | --------- | ---- |
| 1    | Tarquinio Provini | MV Agusta | 32   |
| 2    | Horst Fügner      | MZ        | 16   |
| 3    | Carlo Ubbiali     | MV Agusta | 16   |
| 4    | Mike Hailwood     | NSU       | 13   |
| 5    | Dieter Falk       | Adler     | 11   |
| 6    | Emilio Mendogni   | Morini    | 8    |
| 7    | Tommy Robb        | NSU       | 6    |
| 7    | Gianpiero Zubani  | Morini    | 6    |
| 9    | Günter Beer       | Adler     | 6    |
| 10   | Geoff Monty       | GMS       | 4    |
| 11   | Dave Chadwick     | MV Agusta | 4    |

| Pos. | Coureur           | Merk    | Ptn. |
| ---- | ----------------- | ------- | ---- |
| 12   | Horst Kassner     | NSU     | 4    |
| 13   | Josef Autengruber | NSU     | 4    |
| 14   | Bob Brown         | NSU     | 3    |
| 14   | Ernst Degner      | MZ      | 3    |
| 16   | Arthur Wheeler    | Mondial | 2    |
| 16   | Xaver Heiß        | NSU     | 2    |
| 18   | Sammy Miller      | ČZ      | 1    |
| 18   | Walter Reichert   | NSU     | 1    |
| 18   | Wilhelm Lecke     | DKW     | 1    |
| 18   | Dickie Dale       | NSU     | 1    |

### Constructeurstitel 250cc-klasse
| Pos. | Constructeur | Ptn.    |
| ---- | ------------ | ------- |
| 1    | MV Agusta    | 32 (36) |
| 2    | NSU          | 19 (24) |
| 3    | MZ           | 17      |
| 4    | Adler        | 14 (16) |
| 5    | Morini       | 8       |
| 6    | GMS          | 4       |
| 7    | Mondial      | 2       |
| 8    | ČZ           | 1       |
| 8    | DKW          | 1       |

(Punten tussen haakjes zijn inclusief streepresultaten)

## 125cc-klasse
Ducati was vast van plan de spanning in de 125cc-klasse te houden. Daarvoor had Fabio Taglioni een snelle eencilinder viertakt met drie bovenliggende nokkenassen gebouwd. De derde as was nodig voor de desmodromische klepbediening. Het debuut was meteen een succes: de jonge, onbekende rijder Alberto Gandossi werd bijna wereldkampioen. Hij maakte een simpele, maar kostbare val mee in de Ulster Grand Prix waardoor de titel naar Carlo Ubbiali met de MV Agusta ging. In de laatste Grand Prix, die van Monza, bezetten de Ducatis de eerste vijf plaatsen. Daar was ook al een nieuwe tweecilinder bij, waarmee Francesco Villa derde werd.
Isle of Man TT, Clypse Course
Alleen in de Ultra-Lightweight TT kregen de MV Agusta's tegenstand, van Luigi Taveri met zijn Ducati 125 GP. Taveri leidde aan het einde van de tweede ronde, maar daarna nam Tarquinio Provini de leiding over. Die kwam echter ten val, maar Taveri viel bij Creg-ny-Baa stil met een defecte motor, waardoor Carlo Ubbiali de overwinning greep voor de Ducati's van Romolo Ferri, Dave Chadwick en Sammy Miller. 
GP van Duitsland, Nürburgring
Door de 125cc-race te winnen ontdeed Carlo Ubbiali zich van zijn belangrijkste concurrenten. Tweede man in het kampioenschap Romolo Ferri raakte bij een val zo zwaar gewond dat hij jaren niet meer kon racen en derde man Alberto Gandossi viel uit. Daar profiteerde Tarquinio Provini ook van: door zijn tweede plaats in de race klom hij ook naar de tweede plaats in het wereldkampioenschap, maar met een grote achterstand.
GP van Zweden, Hedemora
Net als Tarquinio Provini in de 250cc-klasse kon Carlo Ubbiali door te winnen al in Zweden wereldkampioen worden. Het circuit van Hedemora leek de Ducati 125 Trialbero echter op het lijf geschreven. Gianni Degli Antoni had met die machine al in 1956 gewonnen en dit keer waren het Alberto Gandossi en Luigi Taveri die Ubbiali voorbleven. Nu behielden Gandossi en Tarquinio Provini nog een theoretische kans op de wereldtitel. 
Ulster Grand Prix, Dundrod
Voor de start hadden Alberto Gandossi en Luigi Taveri nog een theoretische kans op de wereldtitel, maar met zijn vierde overwinning van het seizoen stelde Carlo Ubbiali die zeker. Taveri werd weliswaar tweede, maar dat was niet genoeg om zijn Ducati-teamgenoot Gandossi van de tweede plaats in de WK-stand te verdringen. 
Nations GP, Monza
In de eerste race van de dag, de 125cc-race, werd MV Agusta totaal onverwacht verslagen door vijf Ducati 125 Trialbero's. Fabrieksrijders Tarquinio Provini en Carlo Ubbiali vielen uit, waardoor gelegenheidsrijder Enzo Vezzalini de kastanjes uit het vuur moest halen. Dat lukte hem niet. Bruno Spaggiari won de eerste (en enige) WK-race van zijn carrière voor zijn teamgenoten Alberto Gandossi, Francesco Villa, Dave Chadwick en Luigi Taveri. 

### Uitslagen 125cc-klasse
|   | Datum        | Race              | Circuit           | 1e               | 2e                | 3e                | Snelste ronde    |
| - | ------------ | ----------------- | ----------------- | ---------------- | ----------------- | ----------------- | ---------------- |
| 1 | 4 juni       | Isle of Man TT    | Clypse Course     | Carlo Ubbiali    | Romolo Ferri      | Dave Chadwick     | Carlo Ubbiali    |
| 2 | 28 juni      | TT van Assen      | Assen             | Carlo Ubbiali    | Luigi Taveri      | Tarquinio Provini | Luigi Taveri     |
| 3 | 6 juli       | GP van België     | Spa-Francorchamps | Alberto Gandossi | Romolo Ferri      | Tarquinio Provini | Alberto Gandossi |
| 4 | 20 juli      | GP van Duitsland  | Nürburgring       | Carlo Ubbiali    | Tarquinio Provini | Ernst Degner      | Carlo Ubbiali    |
| 5 | 26 juli      | GP van Zweden     | Hedemora          | Alberto Gandossi | Luigi Taveri      | Carlo Ubbiali     | Luigi Taveri     |
| 6 | 9 augustus   | Ulster Grand Prix | Dundrod           | Carlo Ubbiali    | Luigi Taveri      | Dave Chadwick     | Alberto Gandossi |
| 7 | 14 september | GP des Nations    | Monza             | Bruno Spaggiari  | Alberto Gandossi  | Francesco Villa   | Bruno Spaggiari  |

### Eindstand 125cc-klasse
| Pos. | Coureur           | Merk      | Ptn.    |
| ---- | ----------------- | --------- | ------- |
| 1    | Carlo Ubbiali     | MV Agusta | 32 (38) |
| 2    | Alberto Gandossi  | Ducati    | 25 (28) |
| 3    | Luigi Taveri      | Ducati    | 20 (21) |
| 4    | Tarquinio Provini | MV Agusta | 17      |
| 5    | Dave Chadwick     | Ducati    | 14 (16) |
| 6    | Romolo Ferri      | Ducati    | 12      |
| 7    | Ernst Degner      | MZ        | 9       |
| 8    | Bruno Spaggiari   | Ducati    | 8       |

| Pos. | Coureur         | Merk      | Ptn. |
| ---- | --------------- | --------- | ---- |
| 9    | Horst Fügner    | MZ        | 7    |
| 10   | Francesco Villa | Ducati    | 4    |
| 11   | Sammy Miller    | Ducati    | 3    |
| 12   | Walter Brehme   | MZ        | 2    |
| 13   | Werner Musiol   | MZ        | 1    |
| 13   | Heinz Rosner    | MZ        | 1    |
| 13   | Arthur Wheeler  | Mondial   | 1    |
| 13   | Enzo Vezzalini  | MV Agusta | 1    |

(Punten tussen haakjes zijn inclusief streepresultaten)

### Constructeurstitel 125cc-klasse
| Pos. | Constructeur | Ptn.    |
| ---- | ------------ | ------- |
| 1    | MV Agusta    | 32 (41) |
| 2    | Ducati       | 30 (42) |
| 3    | MZ           | 11      |
| 4    | Mondial      | 1       |

(Punten tussen haakjes zijn inclusief streepresultaten)

## Zijspanklasse
Bij de zijspannen ging het er in 1958 alleen maar om wélke BMW-combinatie zou winnen. Gilera had al nooit echt voor spanning kunnen zorgen, maar was nu helemaal van het toneel verdwenen waardoor de concurrentie alleen van de verouderde Norton Manx-combinaties kon komen. Dat lukte niet; Schneider/Strauß wonnen drie van de vier wedstrijden en werden wereldkampioen met een ruime voorsprong op Camathias/Cecco en Fath/Rudolf. De snelste Norton werd vierde (Beeton/Bulgin).
Isle of Man TT, Clypse Course
De BMW-combinaties Wilhelm Noll/Fritz Cron en Fritz Hillebrand/Manfred Grunwald waren er niet meer, maar er waren genoeg opvolgers om de spanning in de sidecar TT weg te nemen. Walter Schneider/Hans Strauß wonnen met ruim een minuut voorsprong op Florian Camathias/Hilmar Cecco. Jackie Beeton en Eddie Bulgin hielden de eer van Norton nog enigszins hoog door derde te worden, maar ze hadden bijna zeven minuten achterstand op de winnaars. Voormalig wereldkampioen Cyril Smith viel uit, maar de meest opvallende deelnemers waren Eric Oliver met bakkeniste Pat Wise. Oliver, ook al voormalig wereldkampioen, was eigenlijk gestopt, maar gunde Pat Wise, een klant van zijn motorzaak in Staines, een deelname aan de Isle of Man TT. Een racemotor kocht hij daar niet voor, hij gebruikte een Norton Dominator met een zwaar Watsonian Monaco-toerzijspan, compleet met deurtje om in- en uit te stappen. Pat zat dus opgesloten en kon niet zoals de andere bakkenisten "turnen" om de combinatie op de weg te houden, maar desondanks reden ze 59,95 mijl per uur (96,5 km/uur) gemiddeld en ze eindigden als tiende in de race. Dat leverde een bronzen replica op. 
GP van Duitsland, Nürburgring
De zijspanrace begon met slechts twee punten verschil tussen de combinaties Walter Schneider/Hans Strauß en Florian Camathias/Hilmar Cecco, maar de spanning was minder groot dan ze leek. Als Camathias won en Schneider uitviel zouden ze door het wegstrepen van 1 resultaat precies gelijk staan. Schneider/Strauß lieten het niet zover komen. Ze wonnen met 2½ minuut voorsprong op Camathias/Cecco en stelden hun wereldtitel zeker. Alle punten werden verdeeld onder BMW-combinaties. 

### Uitslagen zijspanklasse
|   | Datum   | Race             | Circuit           | 1e                               | 2e                               | 3e                           | Snelste ronde                    |
| - | ------- | ---------------- | ----------------- | -------------------------------- | -------------------------------- | ---------------------------- | -------------------------------- |
| 1 | 4 juni  | Isle of Man TT   | Clypse Course     | Walter Schneider / Hans Strauß   | Florian Camathias / Hilmar Cecco | Jackie Beeton / Eddie Bulgin | Walter Schneider / Hans Strauß   |
| 2 | 28 juni | TT van Assen     | Assen             | Florian Camathias / Hilmar Cecco | Walter Schneider / Hans Strauß   | Helmut Fath / Fritz Rudolf   | Florian Camathias / Hilmar Cecco |
| 3 | 6 juli  | GP van België    | Spa-Francorchamps | Walter Schneider / Hans Strauß   | Florian Camathias / Hilmar Cecco | Helmut Fath / Fritz Rudolf   | Walter Schneider / Hans Strauß   |
| 4 | 20 juli | GP van Duitsland | Nürburgring       | Walter Schneider / Hans Strauß   | Florian Camathias / Hilmar Cecco | Rudi Richter / Gerhard Klim  | Walter Schneider / Hans Strauß   |

### Eindstand zijspanklasse
| Pos. | Coureur           | Bakkenist          | Motorfiets | Ptn.    |
| ---- | ----------------- | ------------------ | ---------- | ------- |
| 1    | Walter Schneider  | Hans Strauß        | BMW        | 24 (30) |
| 2    | Florian Camathias | Hilmar Cecco       | BMW        | 20 (26) |
| 3    | Helmut Fath       | Fritz Rudolf       | BMW        | 8       |
| 4    | Jackie Beeton     | Eddie Bulgin       | Norton     | 6       |
| 5    | Cyril Smith       | Eric Bliss         | Norton     | 6       |
| 6    | Rudi Richter      | Gerhard Klim       | BMW        | 4       |
| 7    | Loni Neußner      | Dieter Heß         | BMW        | 4       |
| 8    | Alwin Ritter      | Edwin Blauth       | BMW        | 3       |
| 8    | August Rohsiepe   | Arthur Gardyanczik | BMW        | 3       |
| 10   | Ernie Walker      | Dun Roberts        | Norton     | 2       |
| 10   | Bill Boddice      | Bill Canning       | Norton     | 2       |
| 12   | Peter Woollett    | George Loft        | Norton     | 1       |
| 12   | Arsenius Butscher | Helmut Munz        | BMW        | 1       |

(Punten tussen haakjes zijn inclusief streepresultaten)

### Constructeurstitel zijspanklasse
| Pos. | Constructeur | Ptn.    |
| ---- | ------------ | ------- |
| 1    | BMW          | 24 (32) |
| 2    | Norton       | 10      |

(Punten tussen haakjes zijn inclusief streepresultaten)